# 沈國輝
沈國輝（Sham Kwok Fai，1984年5月30日—），生於香港，香港足球運動員，司職右後衛，現時為香港超級聯賽球會冠忠南區助理教練。
現時效力甲組公民

## 球會生涯
沈國輝生於香港，自小熱愛足球終日與朋友流連球場及參加青訓計劃，然而會考後雖然成績不理想但幸得愉園賞識終能展開職業足球員的生涯踢甲組後備，2007年加盟公民。2012年4月11日，亞協盃G組分組賽，公民在旺角大球場迎戰泰超勁旅春武里，公民一度落後1–3下，憑沈國輝完場前絕殺扳平以3–3逼和春武里。2014年7月，沈國輝加盟香港超級聯賽球隊太陽飛馬，亦不時有上陣機會。2015年6月，沈國輝加盟香港超級聯賽球隊冠忠南區。2016年11月26日，冠忠南區於主場香港仔運動場迎戰R&F富力，沈國輝於76分鐘取得兩季以來第1個入球後，立刻向場邊的妻兒擺出心型圖案，最終冠忠南區以3–2擊敗R&F富力。

## 球場以外
沈國輝兒子（鈞諾）於2014年出生。由於冠忠南區今季採用「5後衞」陣式，沈國輝以32之齡擔任右翼衞，除了防守之餘，亦要擔起更多進攻責任，他為了應付新位置開始練習長跑，更在2015年暑假時開始跟一位長跑教練學習，目前一星期只跑一課，在2017年的渣打香港馬拉松，沈國輝第一次跑以41分24秒完成10公里跑。

## 外部連結
- 香港足球總會網頁球員註冊資料 （页面存档备份，存于）